# Ключевське (Кезький район)
Ключе́вське (рос. Ключевское) — присілок в Кезькому районі Удмуртії, Росія.
Населення — 119 осіб (2010; 107 в 2002).
Національний склад станом на 2002 рік:
- удмурти — 89 %

Урбаноніми:
- вулиці — Ключова, Нова